# Seznam osebnosti iz Četrtne skupnosti Trnovo
Seznam osebnosti iz četrtne skupnosti Trnovo vsebuje osebnosti, ki so se tu rodile, delovale ali umrle.

## Pred 19. stoletjem
- Aleksander I. Ruski  (23. december (12. december, ruski koledar) 1777, Sankt Peterburg –  1. december (19. november) 1825, Taganrog)  ruski car, poljski kralj, v času Ljubljanskega kongresa 1821 se je z Avstrijskim cesarjem Francom I. peljal po današnji Cesti dveh cesarjev na lov na race
- Franc I. Habsburško-Lotarinški (12. februar 1768, Firence –  2. marec 1835, Dunaj), zadnji cesar Svetega rimskega cesarstva nemške narodnosti (kot Franc II.) in prvi avstrijski cesar (kot Franc I.), v času Ljubljanskega kongresa 1821 se je  z Aleksandrom I. peljal po današnji Cesti dveh cesarjev, posvečen mu je pavilijon na koncu te ceste
- Peter Kolezij (15. – 16. stoletje, Ljubljana), lastnik mlina ob Gradaščici, po njem se še danes imenuje ljubljanska mestna četrt Kolezija
- Sebastijan Mihael Kern (18. stoletje), višji vinski kolektant, po katerem se imenuje predel Ljubljane Kern
- Jernej Medved ( 23. avgust 1799, Logatec – 30. december 1857, Ljubljana – Trnovo), leksikograf, nabožni pisatelj, duhovnik
- Candido Danielle Silvestro Zulliani (4. januar 1712 ,Trst, Furlanija – Julijska krajina, Italija – 24. maj 1769, Ljubljana), stavbenik, po njegovih načrtih so leta 1753 zgradili cerkev sv. Janeza Krstnika v Trnovem, ki so jo sredi 19. stol. podrli

## 19. stoletje
- Joža Bekš (22. marec 1883, Ljubljana – 6. marec 1961, Ljubljana), pesnik
- Izidor Cankar (22. april 1886, Šid v Vojvodini – 22. september 1958, Ljubljana), duhovnik, pisatelj, umetnostni zgodovinar, kritik, prevajalec in diplomat, v trnovski župniji je živel med letoma 1919 in 1926
- Matko Curk (24. februar 1885, Žapuže – 16. februar 1953, Ljubljana), stavbenik, živel in delal na Mirju, kjer si je postavil lastno vilo
- Franc Doberlet (6. april 1832, Ljubljana –Trnovo – 5. maj 1916, Ljubljana), obrtnik in organizator gasilstva
- Fran Saleški Finžgar (9. februar 1871, Doslovče – 2. junij 1962, Ljubljana), duhovnik, pisatelj, dramatik in prevajalec, v Trnovem je služboval od 1918– 936 in tam živel še po upokojitvi
- Anton Funtek (30. oktober 1862, Ljubljana – 21. oktober 1932, Ljubljana), pesnik, pisatelj, prevajalec
- Franc Goršič (21. oktober 1836, Ljubljana – Trnovo - 29. avgust 1898, Ljubljana), izdelovalec orgel
- Martin Goršič (10. november 1811, Ljubljana – 6. julij 1881, Ljubljana), sodar in mehanik, od 1834 do smrti organist v trnovski cerkvi
- Marija Grošelj (22. november 1881, Ljubljana – 10. december 1961, Ljubljana), slovenska učiteljica in pisateljica
- Rihard Jakopič (12. april 1869, Ljubljana – Krakovo, Slovenija – 21. april 1943, Ljubljana, Slovenija), slikar
- Janez Jalen (26. maj 1891, Rodine – 12. april 1966, Ljubno na Gorenjskem), slovenski pisatelj, dramatik in duhovnik, v Trnovem služboval od 1920 do 1921
- Luka Jeran (16. oktober 1818, Javorje – 25. april 1896, Ljubljana), nabožni pesnik, pisatelj, kanonik, duhovnik, v Trnovem služboval od 1854 do 1869
- Franc Ksaver Karun (1818 – 1890, Ljubljana), trnovki kaplan od 1849 – 1854, izvedel gradnjo nove cerkve
- Josip Kogovšek (19. marec 1809, Ljubljana – Trnovo – 16. avgust 1859, Ljubljana), slikar
- Helena Kottler Vurnik (26. september 1882, Dunaj, Avstrija – 4. april 1962 Radovljica), slikarka
- Pavel Künl (8. marec 1817, Mladá Boleslav, Češka – 5. junij 1871, Ljubljana), slikar, za trnovsko cerkev je naslikal Križev pot in več oltarnih slik
- Anton Medved (19. maj 1869, Kamnik, Slovenija – 12. marec 1910, Turjak, Slovenija), pesnik in duhovnik, v Trnovem je služboval od 1898 do 1899
- Jurij Mihevec (22. marec 1805, Ljubljana – 31. avgust 1882, Mennecy, Francija), skladatelj
- Bojan Peček (1890—1959), igralec in operni pevec
- Jože Plečnik ( 23. januar 1872, Ljubljana – 7. januar 1957, Ljubljana), arhitekt, v Trnovem si je uredil lastno hišo, po njegovih načrtih so tu zgradili še Trnovski most in Petelinjo brv ter uredili Trnovski pristan in obrežje Gradaščice
- Fran Podkrajšek (9. november 1852, Ljubljana – Krakovo – 31. avgust 1916, Ljubljana), pesnik
- Alojzij Potočnik, (17. junij 1876, Ljubljana – 15. april 1954, Ljubljana), krajevni zgodovinopisec, učitelj
- France Prešeren (3. december 1800, Vrba – 8. februar 1849, Kranj) pesnik, v trnovski cerkvi se je zaljubil v svojo muzo Julijo Primic o čemer piše v sonetu Je od vesel'ga časa teklo leto
- Franc Rihar (25. oktober 1858, Polhov Gradec – 28. februar 1919, Mekinje), nabožni pisatelj in duhovnik
- Franc Albert Sič (22. februar 1865, Ljubljana – 30. julij 1949, Ljubljana), učitelj, pisec, večkratni predsednik Prosvetnega in gospodarskega društva za Krakovo in Trnovo
- Matej Sternen (20. september 1870, Verd pri Vrhniki – 28. junij 1949, Ljubljana), slovenski slikar in restavrator, prebival je v hiši na Mirju
- Jožef Tertnik (17. marec 1866 v Ljubljana –  Krakovo  – 1. maj 1897, Brno, Češka), operni pevec
- Henrik Tuma (9. julij 1858, Ljubljana –  Krakovo - 10. april 1935, Ljubljana), odvetnik, politik, publicist, planinec in jezikoslovec
- Ivan Vrhovnik (24. junij 1854, Ljubljana – 8. marec 1935, Ljubljana), lokalni zgodovinar, pisatelj, duhovnik, v Trnovem deloval od 1891 do 1918 in se tu tudi upokojil, napisal je knjigo Trnovska župnija v Ljubljani (1933, samozaložba)
- Ivan Vurnik (1. junij 1884, Radovljica – 8. april 1971, Radovljica), arhitekt
- Franc Ksaver Zajec (4. december 1821, Sovodenj – 8. februar 1888, Ljubljana), slikar in kipar, avtor kipov za zvonik trnovske cerkve, ki zdaj stojita na vrtu

## 20. in 21. stoletje
- Ljubo Bavcon (19. maj 1924, Ljubljana – ) slovenski pravnik
- Kristina Brenk, rojena Vrhovec (22. oktober 1911, Horjul – 20. november 2009, Ljubljana), pisateljica, pesnica, dramatičarka, prevajalka in urednica
- Miroslav Cerar ml. (bolj znan kot Miro Cerar) (25. avgust 1963, Ljubljana – ), slovenski politik in pravnik
- Stane Dolanc (16. november 1925, Hrastnik – 13. december 1999, Ljubljana), politik
- Janez Drnovšek (17. maj 1950, Celje – 23. februar 2008, Zaplana), ekonomist, bivši predsednik Slovenije in Jugoslavije in državnik
- Ernest Eypper (23. december 1914, Ljubljana – 1. maj 1942, Ljubljana), slovenski uslužbenec, aktivist Osvobodilne fronte, vosovec in narodni heroj
- France Ivanšek (5. november 1922, Ljubljana – 28. februar 2007, Ljubljana), arhitekt, urednik in publicist
- Marta Ivanšek (1920 - 2009, Ljubljana), arhitektka, sestra E. Ravnikarja
- Lojze Kolman (5. februar 1967, Ljubljana – ), telovadec
- Grega (Gregor) Košak (1932 – 2023), arhitekt in grafični oblikovalec
- Boris Kralj (19. maj 1929, Cerknica – 16. junij 1995, Ljubljana), gledališki in filmski igralec in pesnik
- Marjan Kralj (9. julij 1932, Ljubljana – 14. december 2002, Ljubljana), igralec, radijski voditelj
- Stanko Kristl (29. januar 1922, Ljutomer – 18. januar 2024) arhitekt, živel in delal v Trnovem, po njegovih načrtih so tu zgradili atrijske hiše na Borsetovi ulici
- Milan Kučan (14. januar 1941, Križevci, Slovenija – ), slovenski politik, predsednik
- Trio Lorenz, klavirski trio v zasedbi: Tomaž Lorenz (violina), Matija Lorenz (violončelo) in Primož Lorenz (klavir)
- Janez Mejač (30. maj 1936, Mokronog – ), baletnik in koreograf
- Sanja Nešković Peršin (19. junij 1968, Ljubljana -), slovenska balerina in koreografinja
- Rudi Omota (13. september 1910, Ljubljana – 12. maj 2008, Ljubljana), filmski delavec, tonski mojster
- France Peršin (2. december 1922, Ljubljana – 2. december 1997, Ljubljana), slikar
- Nikolaj Pirnat (10. december 1903, Idrija – 9. januar 1948, Ljubljana), slovenski kipar, slikar in ilustrator
- Jože Pogačnik (28. september 1902, Kovor nad Tržičem – 25. marec 1980, Ljubljana) duhovnik, ljubljanski nadškof, ljubljanski metropolit, pesnik, nekaj časa kaplan v Trnovem
- Miran Potrč (27. marec 1938 –), politik, poslanec in pravnik
- Josip Primožič – Tošo (7. februar 1900, Ljubljana –18. avgust 1985, Maribor) slovenski telovadec, gledališki delavec in slikar
- Olga Rems, TV napovedovalka
- Andrej Rozman Roza (1955, Ljubljana – ), pesnik, pisatelj, dramatik, igralec in prevajalec
- Martin Sever (1928—1996), strojnik, izumitelj
- Ivan Skušek (28. junij 1923, Trebnje – 23. december 1976, Ljubljana), pesnik, urednik in prevajalec
- Jože Snoj  (17. marec 1934, Maribor – ), slovenski pesnik, pisatelj in esejist
- Darinka Soban (13. maj 1921, Novo mesto – 7. julij 2008, Cerknica ), zdravnica anesteziologinja, prevajalka, botaničarka
- Janez Stanovnik (4. avgust 1922, Ljubljana – 31. januar 2020, Ljubljana) slovenski politik, pravnik, ekonomist in partizan
- Gabrijel Stupica (21. marec 1913, Dražgoše – 19. december 1990, Ljubljana), slikar
- Marlenka Stupica (rojena Muck) (17. december 1927, Maribor – ), slovenska slikarka in ilustratorka
- Veronika Šarec (8. maj 1968, Ljubljana –), alpska smučarka
- Žiga Vodušek (7. september 1913 Trst, Furlanija – Julijska krajina, Italija – ?.?. 2014) pravnik, diplomat med 2. sv. vojno je kot aktivist deloval v Mirju in Trnovem
- Vinko Zaletel (20. julij 1912, Stanežiče – 12. december 1995, Pliberk, Koroška, Avstrija) potopisec, duhovnik, služboval v župniji Trnovo od 1941 do 1945
- Karel Zelenko (15. september 1925, Celje – ), slikar, živi in dela v Trnovem
- Gojko Zupan (1957, Ljubljana – ), umetnostni zgodovinar, konservator, šola v Trnovem
- Vitomil Zupan  (18. januar 1914, Ljubljana – 14. maj 1987, Ljubljana), slovenski pisatelj, pesnik, dramatik in esejist